# Lariscus hosei
Espèce
Statut de conservation UICN

 LC  : Préoccupation mineure
L'Écureuil de terre à quatre raies (Lariscus hosei) est un écureuil vivant à Bornéo, extrêmement rare, de taille moyenne (une vingtaine de cm) à queue peu fournie, caractérisé par la présence de quatre bandes noires longitudinales sur le dos.
La femelle a trois paires de mamelles.